# Gunnera talamancana
Gunnera talamancana är en gunneraväxtart som beskrevs av H. Weber och Mora. Gunnera talamancana ingår i släktet gunneror, och familjen gunneraväxter. Inga underarter finns listade.